# Храм Казанской иконы Божией Матери на Калужской площади
Храм Казанской иконы Божией Матери на Калужской площади (часто упоминается как «храм-часовня») — православный храм в районе Якиманка в Москве на Калужской площади, относится к Москворецкому благочинию. Построен в 2000 году у пересечения улиц Житной и Большой Якиманки, рядом с тем местом, где находился большой храм Казанской иконы Божией Матери у Калужских ворот, разрушенный в 1972 году.

## История
В 1970-е годы после разрушения здания церкви Казанской иконы Божией Матери у Калужских ворот территория была застроена зданиями МВД СССР. В конце 1990-х годов руководство МВД стало инициатором постройки часовни, которая должна была не только напоминать о разрушенной церкви, «но и служить домовой церковью МВД, где могли бы молиться во здравие блюстителей правопорядка и за упокой тех, кто отдал жизнь, охраняя его» .
Храм-часовня был построен рядом со зданием МВД в 1999—2000 гг. Авторами проекта стали архитекторы В. Г. Шубина и А. А. Куринный, автор декоративного убранства — скульптор А. А. Бичуков. Храм стал первым капитальным церковным зданием, возведённым в районе Якиманки после более чем восьмидесятилетнего перерыва. 
Храм освящён 1 июня 2000 года. Чин освящения совершил патриарх Алексий II, Присутствовали новоизбранный президент России В. В. Путин, его предшественник Б. Н. Ельцин, члены правительства и множество других статусных лиц. Рядом с часовней сохраняется закладной камень, освящённый патриархом Алексием II в апреле 1999 года.

## Архитектура и внутреннее убранство
Здание стилизовано в духе древнерусских одноглавых храмов и имеет обильный наружный декор: «здесь и золочёные закомары, и тонкие металлические колонки, и бронзовая фигура ангела над входом. По сторонам портала на стене здания размещены колокола». Изображение ангела призвано служить защитой работникам органы охрана порядка.
На мраморных внешних стенах укреплены памятные доски: одна из них повествует о том, что храм выстроен по благословению патриарха Алексия в память воинов, погибших при защите правопорядка, и на пожертвования благотворителей; другая доска напоминает о стоявшей здесь старой Казанской церкви.
Беломраморный двухъярусный иконостас создан по образу того, что украшал разрушенную Казанскую церковь.
В день освящения храма Алексий II передал в дар приходу икону преподобного Серафима Саровского из разрушенного храма у Калужских ворот. Также в храме хранится икона святой блаженной Матроны Московской с частичкой её мощей.

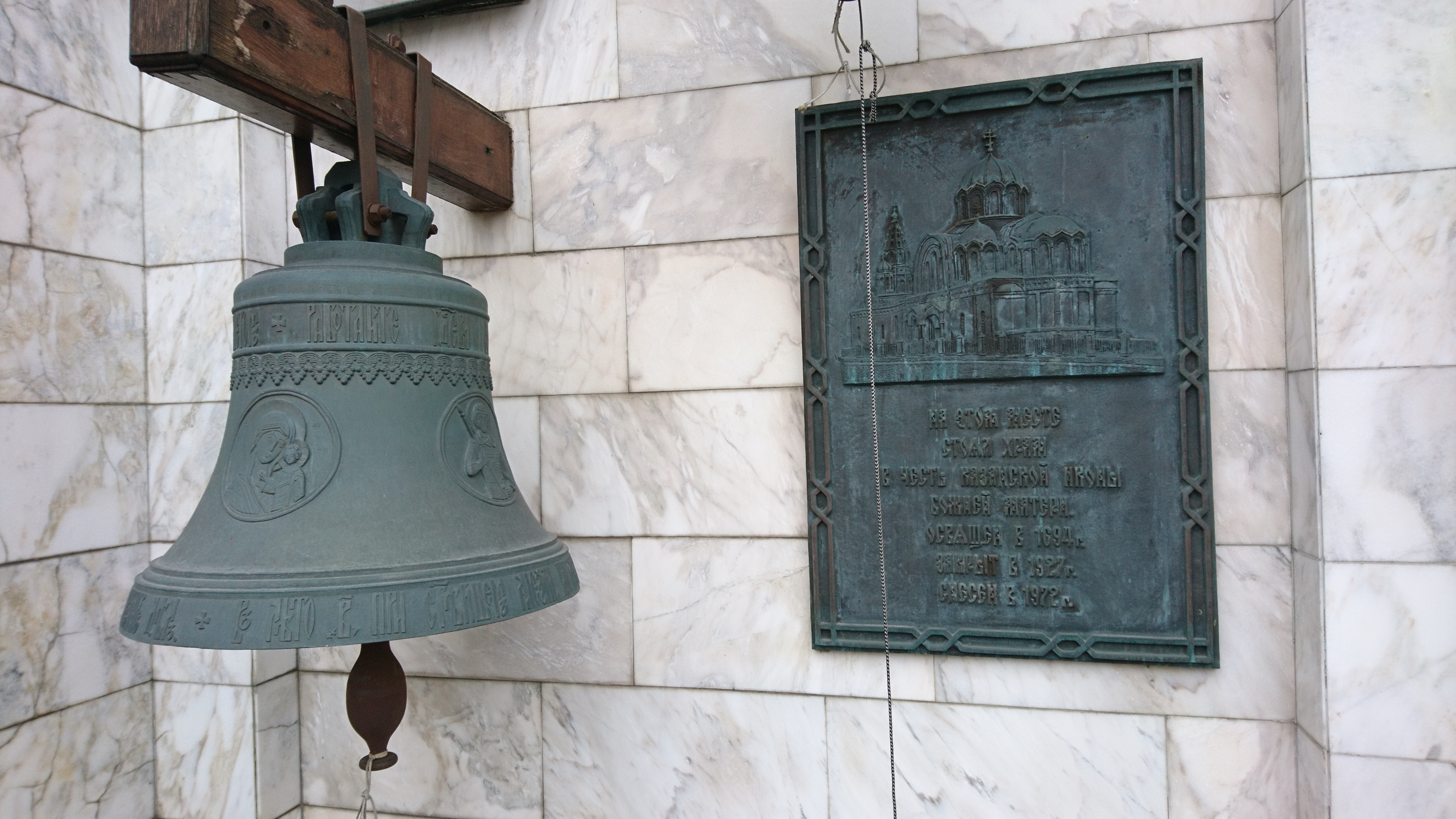
Колокола и табличка слева от входа
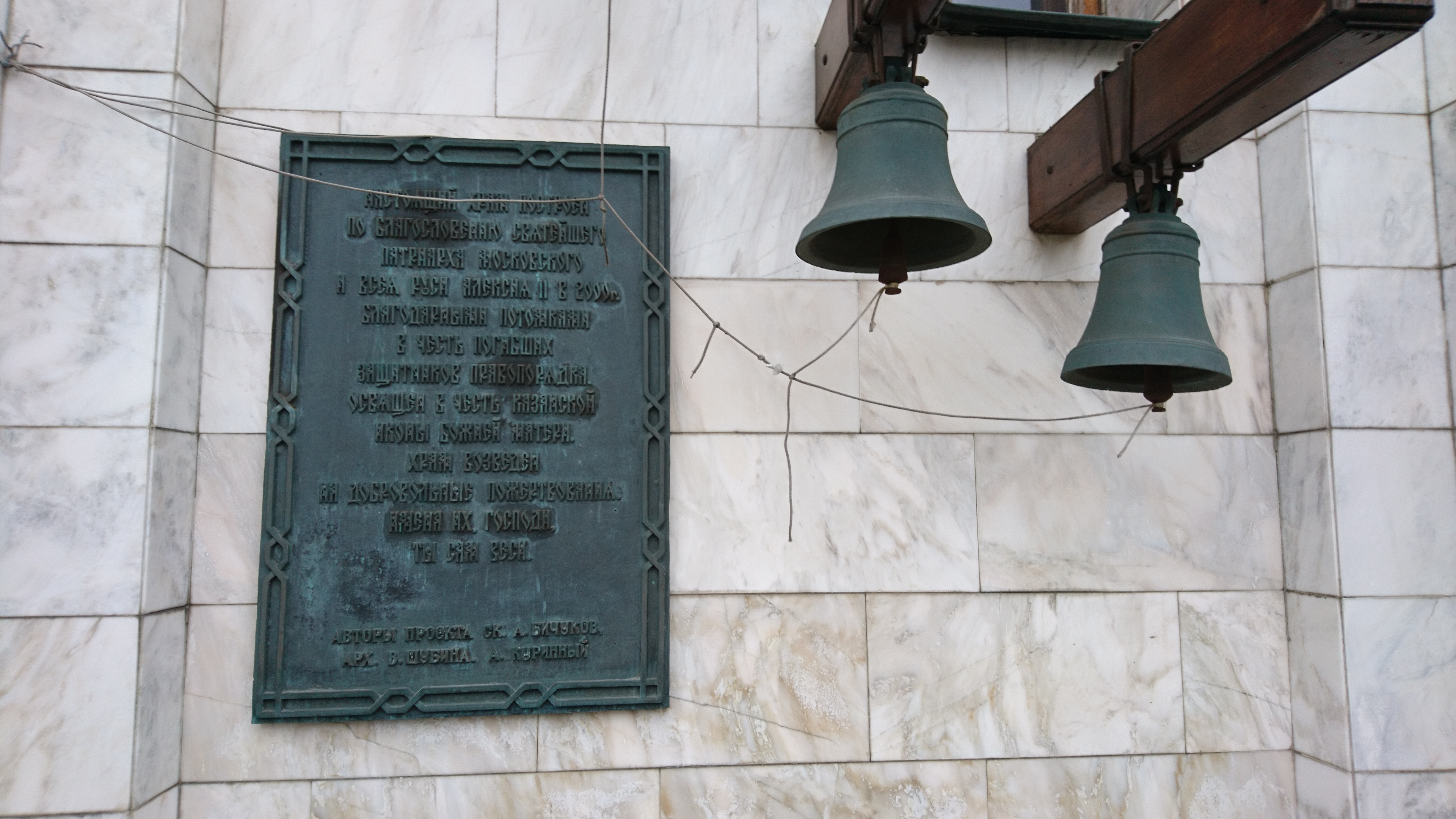
Колокола и табличка справа от входа
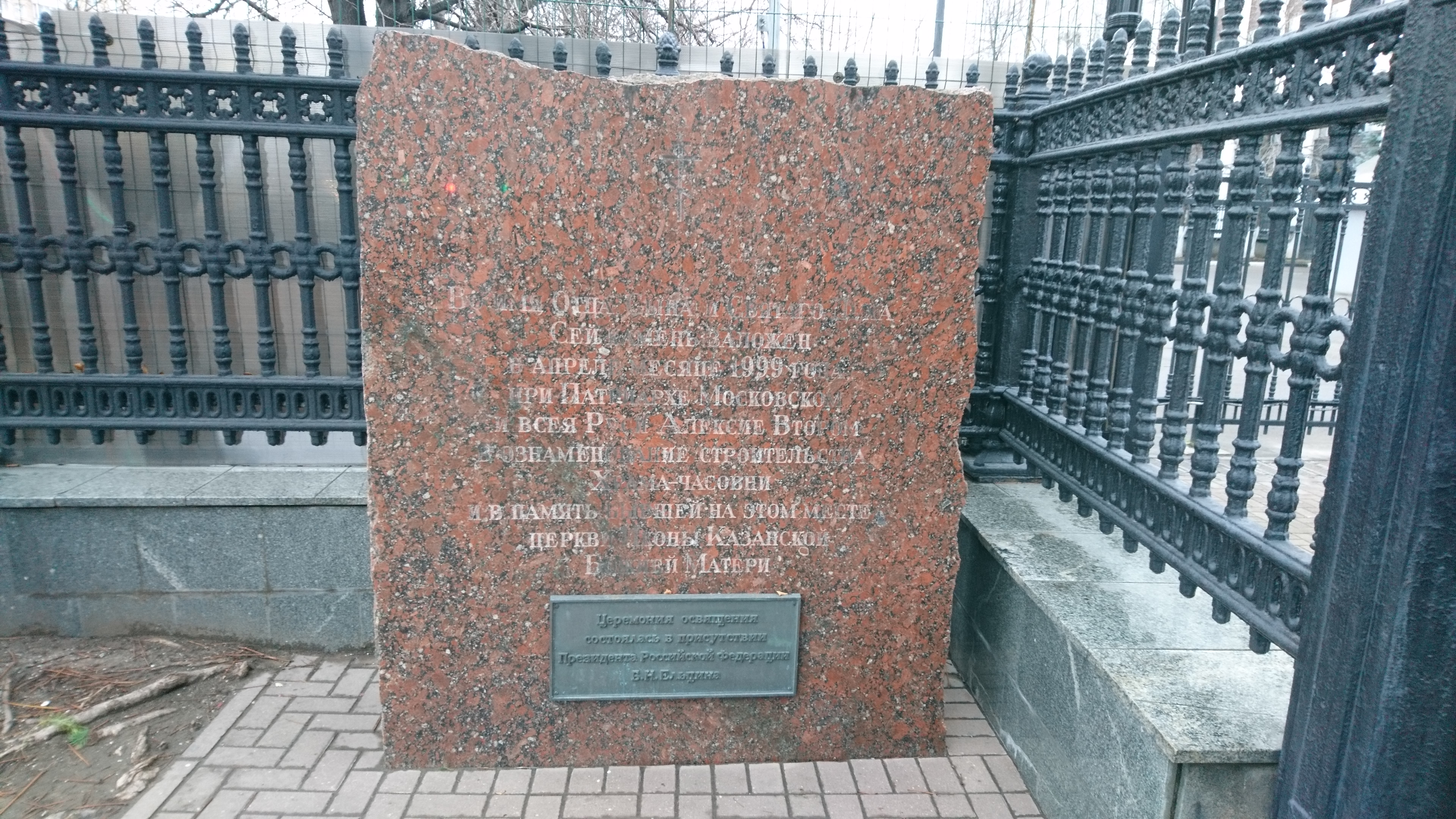
Закладной камень